# Edith Wiklund

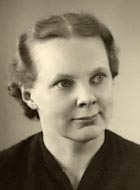
Edith Wiklund, 1941

Edith Sofia Wiklund (* 27. November 1905 in Angelniemi, Finnland; † 13. Juli 1969 in Helsinki, Finnland) war eine finnische Malerin, Grafikerin und Zeichenlehrerin.  Sie war eine der ersten Grafikerinnen in Finnland, die sich auf Metallgrafiken spezialisierte.

## Leben und Werk
Wiklund war die Tochter des Gutsbesitzers Carl Leander Wiklund und von Emilia Sofia Wiklund. Sie studierte von 1923 bis 1926 an der Zeichenschule des Kunstvereins Turku (schwedisch Åbo Konstförenings ritskola). Von 1926 bis 1930 besuchte sie die Kunstindustrielle Lehranstalt (schwedisch Konstindustriella läroverket, heute Universität für Kunst, Design und Architektur an der Aalto-Universität) in Helsinki und war von 1937 bis 1939 Schülerin bei Emil Johanson-Thor und Harald Sallberg an der Kungliga Konsthögskolan Stockholm. Zeitgleich absolvierte sie ein Studium als Zeichenlehrerin, arbeitete aber nie in diesem Beruf. Ihre einzige bezahlte Arbeitsstelle war die als Zeichnerin in der Banknotendruckerei der Bank von Finnland.
Wiklund hatte 1928 ihre erste Ausstellung und nahm danach regelmäßig an den jährlichen Ausstellungen des Kunstvereins Turku nicht nur mit Grafiken, sondern auch mit Pastell-, Aquarell- und Ölgemälden teil.

## Gründung des Vereins für graphische Kunst in Turku
Im Dezember 1932 organisierte eine Gruppe von sieben Künstlern im Grafica-Gebäude, dem neuen Bürogebäude der Turkuer Zeitung Turun Sanomat, die erste Ausstellung von Grafiken. Die Gruppe gründete am 17. März 1933 die Vereinigung für grafische Kunst in Turku (schwedisch Föreningen för Grafisk Konst i Åbo, finnisch Turun Graafillisen Taiteen Yhdistyksen) und bestand aus Ester Borg, Anders Gunnar Holmqvist, Josef Manulkin, Edith Wiklund, Aili Olofsson, Laila Säilä und Viljo Lehmussaari. Es handelte sich um den ersten lokalen Grafikverband in Finnland. Außerhalb von Helsinki und Turku wurden damals keine Grafiken erstellt. Die Aktivitäten des Turku-Vereins in den Anfangsjahren waren durch eine rege Ausstellungstätigkeit in Finnland und im Ausland sowie eine enge Zusammenarbeit mit finnischen Grafikern gekennzeichnet. Wiklund arbeitete als Schatzmeisterin der Vereinigung, bis sie 1939 nach Helsinki zog.
Während ihrer Karriere als Künstlerin experimentierte Wiklund mit verschiedenen Themen: arbeitende Menschen in ländlichen und städtischen Gebieten, Schärenlandschaften, Stadtansichten. Sie war auch eine der wenigen Künstler, die den Kriegsalltag beschrieb, wie in Lottas Küche von 1943 und War in Escape. Das zunehmende Rheuma zwang sie jedoch später, die grafische Arbeit ganz aufzugeben und sich auf Pastellmalerei zu konzentrieren.
Wiklund gilt zusammen mit Harry Henriksson und Lennart Segerstråle als eine der bedeutendsten finnischen Trockennadelgrafiker der 1930er Jahre.

## Ausstellungen
- 1928: Jahresausstellung des Kunstvereins Turku
- Teilnahme an den Ausstellungen finnischer Künstler 1932, 1938, 1939, 1941, 1943, 1952, 1943
- Teilnahme an internationalen Ausstellungen: Oslo 1932, Koshice 1933, Moskau 1934, Riga 1935, Prag und Bratislava, Tschechoslowakei und Deutschland (22 Städte) 1936, Kopenhagen, Budapest, Wien 1937, London 1938, Göteborg 1939, Deutschland 1943 und 1952, Oslo 1946, Prag 1947 und 1954, Schweiz 1950, Island 1952, Bergen und Oslo und Indien 1953, Brüssel 1954, DDR 1954 und 1960, Rom 1955, China 1955 bis 1956, New York, Madrid 1956, Barcelona 1957, Weimar 1960[3]

## Auszeichnungen und Ehrungen
- 1936: 2. Preis bei dem vom finnischen Grafikerverband (SGT) veranstalteten Grafikwettbewerb[4]
- 1942: 3. Preis Landeskunstzeichen
- 1943: 2. Preis Landeskunstzeichen

## Werke (Auswahl)
- 1937: The Evening Moment
- 1937: Interiör Åbo Slott
- 1937: Satamakuva
- 1938: Ranta
- 1943: Lottas Küche